# Close-quarters combat
 (avril 2008).
Si vous disposez d'ouvrages ou d'articles de référence ou si vous connaissez des sites web de qualité traitant du thème abordé ici, merci de compléter l'article en donnant les références utiles à sa vérifiabilité et en les liant à la section « Notes et références ».

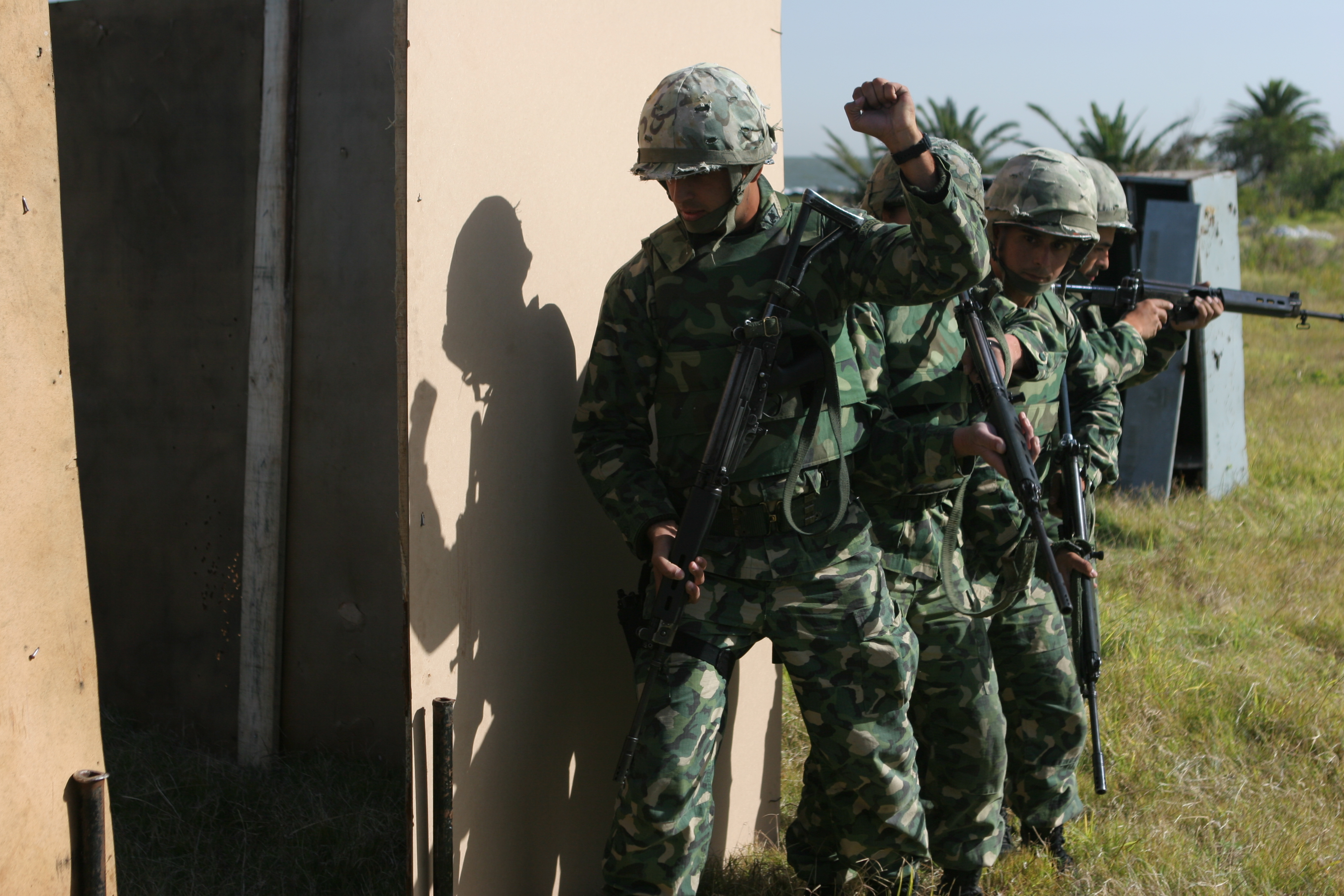
Marines uruguayen s’entraînant au CQB à Montevideo en 2008

Le close-quarters battle (CQB), aussi dénommé close-quarters combat (CQC), est aussi bien une technique d'engagement de combat avec arme à courte distance, qu'une pratique de combat à main nue. Le CQB n'est pas synonyme de combat urbain dans le sens où ce dernier englobe plus de logistiques, et l'usage potentiel d'armes lourdes ou de grenades, alors que le CQB se concentre sur des armes compactes telles que pistolets mitrailleurs, fusils, armes de poing et couteaux. Parmi les armes non létales, pouvant toutefois entraîner la mort, on peut trouver des pistolets à impulsion électrique, des pulvérisateurs au poivre, des boucliers antiémeute, des lance-grenades lacrymogène, ou des fusils équipés de balles en caoutchouc ou en plastique.

## Utilisateurs
Certains groupes de police, des unités spéciales, comme des groupes antiémeute, le groupe du FBI chargé de la récupération d'otages, ou le SWAT sont formés à cette discipline. Certaines prisons et des hôpitaux psychiatriques peuvent avoir du personnel spécialement entraîné pour faire face à des situations de crises.

## Dans la culture populaire
Dans le jeu vidéo Metal Gear Solid 3: Snake Eater, le CQC est mis en avant et on peut y voir de nombreuses techniques durant les cinématiques. Il y est même dit que ce sont deux des protagonistes du jeu, Naked Snake (le héros) et The Boss (son maître) qui l'ont inventé ensemble. Il en est fait mention dans les autres jeux de la licence Metal Gear Solid. Par exemple, Solid Snake, le protagoniste de Metal Gear Solid 1, 2 et 4, utilise de nombreuses techniques de CQC.
Une paire de webtoons, notamment coréens citent voire mettent en valeur le CQB, il y est souvent référencé comme CQC. Les Sud-Coréens sont patriotes[réf. nécessaire] et le service militaire y est normalement obligatoire, c'est d'ailleurs un passage obligé pour qui veut travailler à un poste important. On peut citer des webtoons parlant de, ou simplement citant le CSC par exemple : Get Schooled, Reporting for Duty, Duchess et enfin Manager Kim, qui met le CQC particulièrement à l'honneur.

### Mentions sans nommer le CQB/CQC
Il est fréquent dans les webtoons et webnovels que l'art martial de l'œuvre soit nommé art martial militaire, sans préciser CQB bien que l'art martial en question ait suffisamment de traits commun avec le CQB pour y être assimilé compte tenu du fait que c'est dans une histoire et donc forcément un peu modifié. 